# Eugenia azurensis
Eugenia azurensis är en myrtenväxtart som beskrevs av Otto Karl Berg. Eugenia azurensis ingår i släktet Eugenia och familjen myrtenväxter. Inga underarter finns listade i Catalogue of Life.